# Ossélie (Smolensk)
|  | Per a altres significats, vegeu «Ossélie». |

Ossélie - Оселье (rus) - és un poble de l'óblast de Smolensk, a Rússia, que el 2007 tenia quatre habitants.